# Henri Lapuyade
 (décembre 2015).
Henri Pierre Paul Lapuyade est un avocat, homme politique et résistant français, né le 8 juin 1894 à Orthez et mort le 14 mars 1956 à Pau. Il a été maire de Pau de 1944 à 1947.

## Biographie
Entré dans la Résistance sous le pseudonyme de « Juin », il opère dans la section du mouvement Combat chargée du recrutement, de l'organisation et de la propagande (R.O.P).
Installé à Pau, il occupe la charge de maire du 27 novembre 1944 au 25 octobre 1947. Il fut aussi président du Conseil général des Basses-Pyrénées d'octobre 1945 à mai 1949.
Conseiller général de Monein depuis le 14 décembre 1919, il le restera jusqu’à sa mort.